# Rakovice (district de Piešťany)
Pour les articles homonymes, voir Rakovice.
Rakovice (allemand : Rakowitz ) est un village de Slovaquie situé dans la région de Trnava.

## Histoire
Première mention écrite du village en 1262.

## Démographie

### Évolution de la population
| Année:               | 1994. | 2004.   | 2014.    | 2024.    |
| -------------------- | ----- | ------- | -------- | -------- |
| Nombre de personnes: | 475   | 509     | 570      | 641      |
| Différence:          |       | +7,15 % | +11,98 % | +12,45 % |

| Année:               | 2023. | 2024.   |
| -------------------- | ----- | ------- |
| Nombre de personnes: | 631   | 641     |
| Différence:          |       | +1,58 % |